# Svatá Barbora (Radnice)
Svatá Barbora je malá osada a zároveň místní část města Radnice v okrese Rokycany v Plzeňském kraji. V roce 2011 zde trvale žilo 29 obyvatel. Nad osadou leží hřbitov, kde v minulosti stávala kaple. Směrem k Radnicím se nacházela v 20. století sklárna Fričkovna (též Fryčkovna), která po znárodnění od padesátých let chátrala, až byla v osmdesátých letech stržena. (Patřila dědovi a po něm otci spisovatele Václava Pinkavy alias Jana Křesadla, jenž místní oblast zvěčnil ve svém románu Vara Guru.) Na návsi stojí kaplička. Zvon, který v ní byl původně umístěn, je nyní uložen v radnickém muzeu.

## Název
V letech 1900–1920 nesla název Svatá Barbora 2. díl, od roku 1930 se nazývá Svatá Barbora.

## Historie
První písemná zmínka o vesnici pochází z roku 1720.

## Obyvatelstvo
| Rok            | 1869 | 1880 | 1890 | 1900 | 1910 | 1921 | 1930 | 1950 | 1961 | 1970 | 1980 | 1991 | 2001 | 2011 | 2021 |
| -------------- | ---- | ---- | ---- | ---- | ---- | ---- | ---- | ---- | ---- | ---- | ---- | ---- | ---- | ---- | ---- |
| Počet obyvatel | 171  | 203  | 128  | 52   | 50   | 60   | 40   | 29   | 33   | 30   | 37   | 48   | 47   | 29   | 28   |
| Počet domů     | 25   | 26   | 18   | 11   | 12   | 12   | 11   | 14   | 14   | 10   | 11   | 13   | 13   | 14   | 12   |

## Galerie

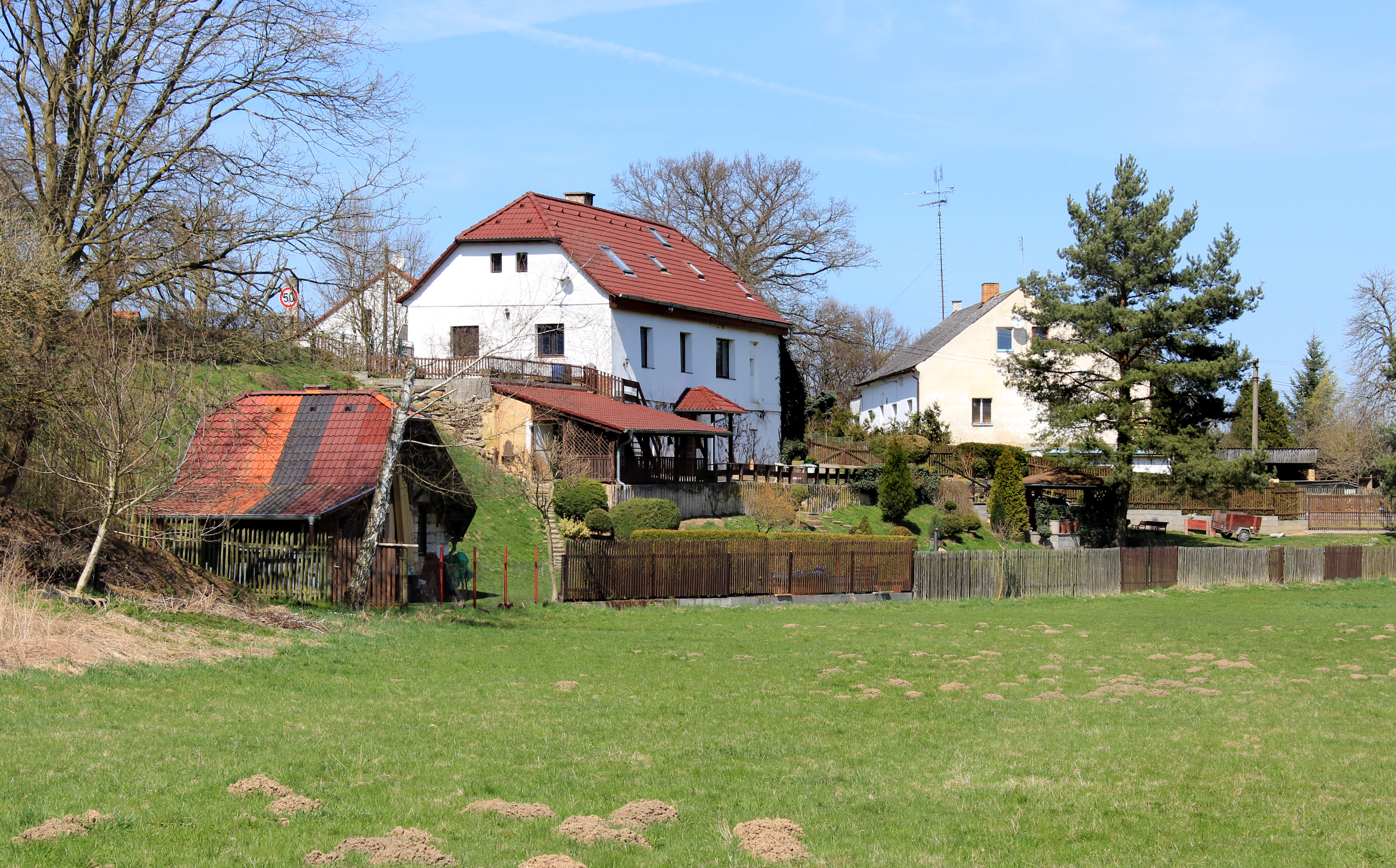
Dům čp. 25 s okolím
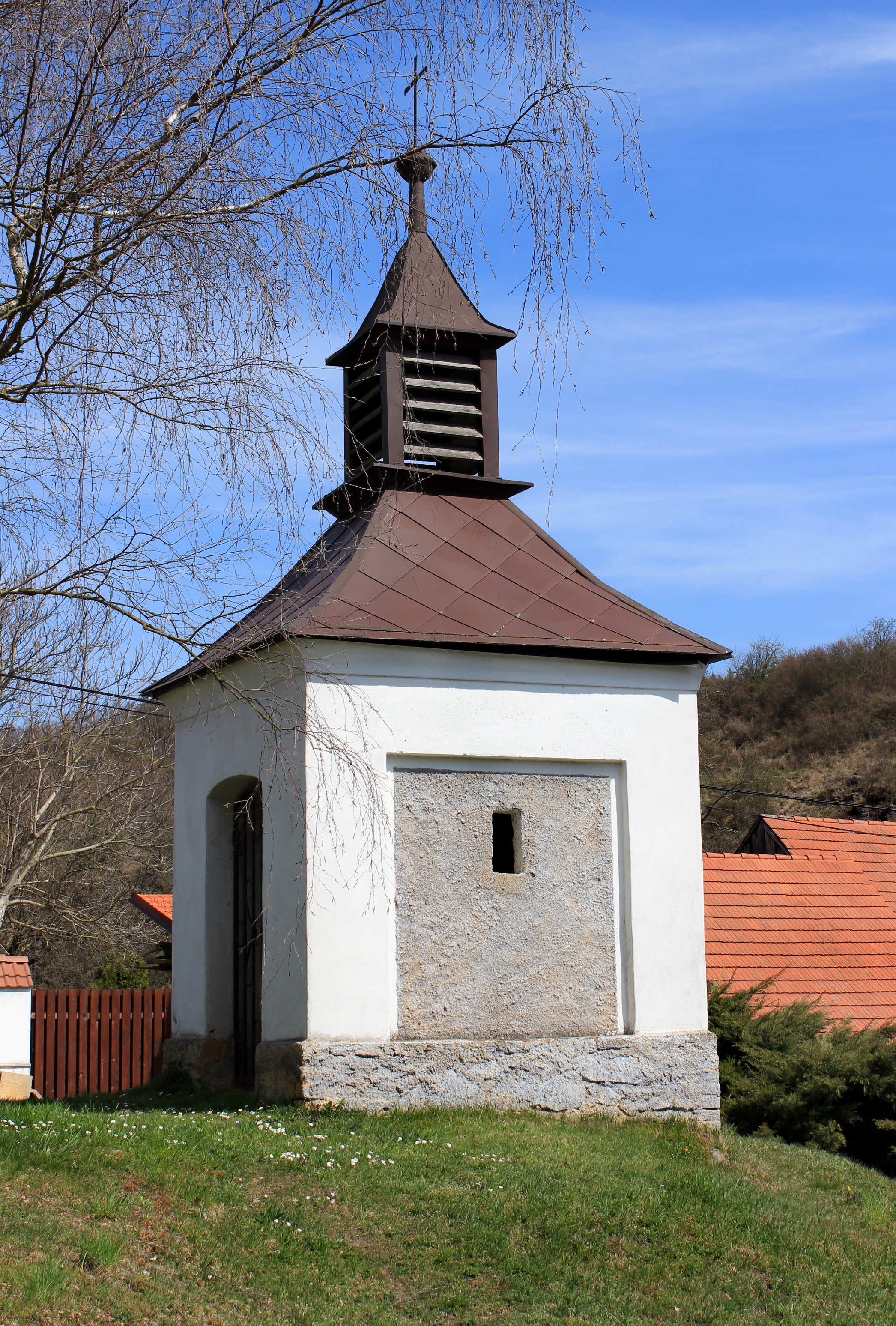
Kaplička na návsi
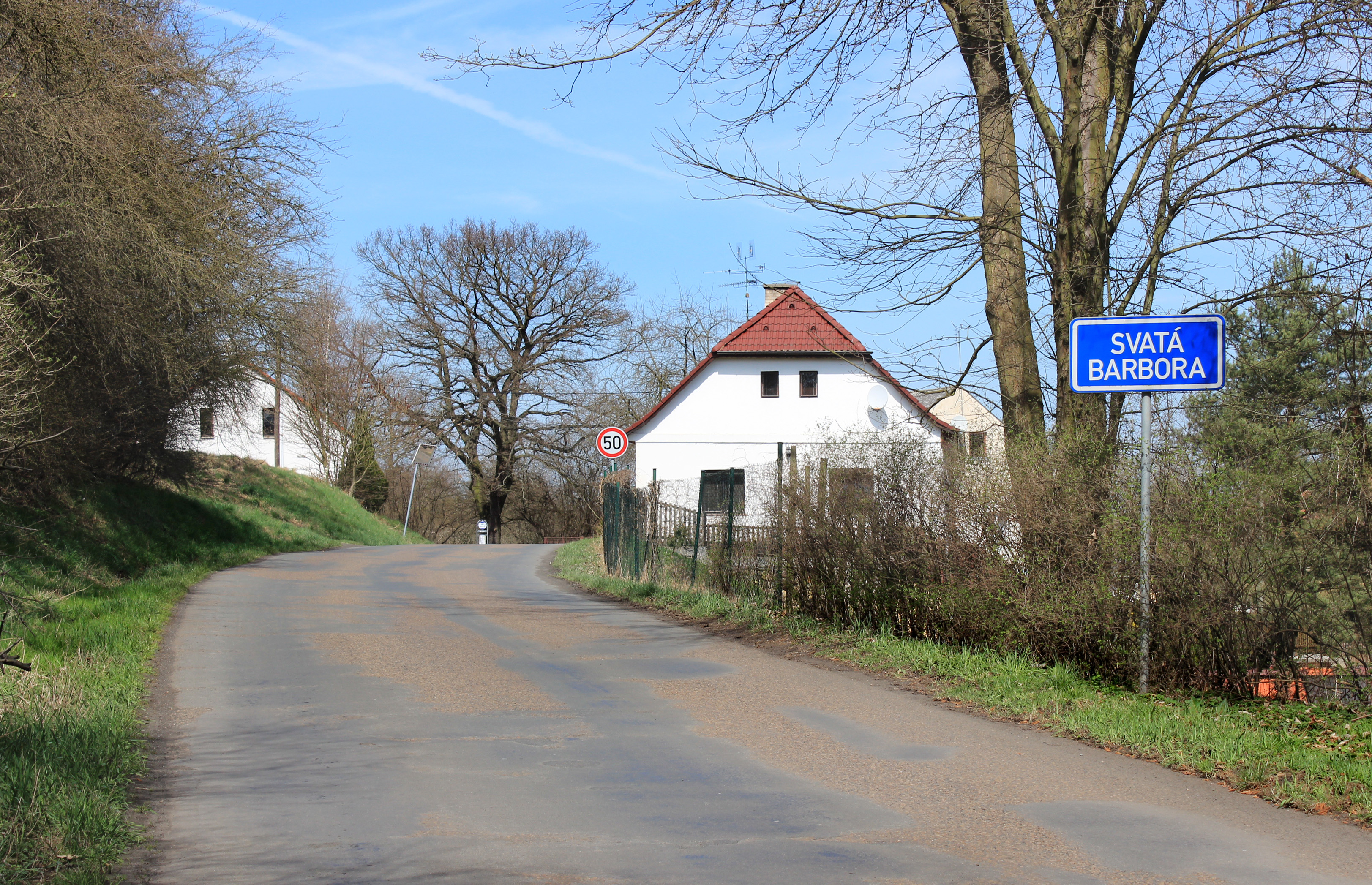
Příjezd do osady